# Мельніков Георгій Вікторович
Гео́ргій Ві́кторович Ме́льніков (нар. 10 березня 1975, Одеса) — український футболіст, футзаліст.

## Кар'єра
Вихованець одеської СДЮШОР «Чорноморець». У великому футболі грав на позиції захисника за «Чорноморець-2», встиг зіграти один матч за першу команду «моряків» в Кубку України.
У 1995 році перейшов у футзал, прийнявши пропозицію одеського «Евербаку». Через невеликий проміжок часу перейшов у «Локомотив», паралельно намагаючись проявити себе у великому футболі, виступаючи в аматорських командах Одеської області (у 1992 та 1995 роках — у «Благо» Благоєве, у 1997 — в Овідіопольському «Дністрі»). У складі залізничників став триразовим чемпіоном України і двічі вигравав Кубок країни. Перейшовши в київський «Інтеркас», виграв національну першість і Кубок. Щоб стати чемпіоном і в сезоні 1998/99 Мельнікову забракло кількості зіграних матчів.
Під час виступів за «Інтеркас» отримав пропозицію від російського «Спартака-Щолково», але керівництво клубів не змогло між собою домовитися щодо фінансових умов. Керівництво «Шахтаря» вело перемовини з Мельніковим щодо переходу починаючи з 2001 року, але здійснити трансфер вдалося тільки 2004 року за рекордну для українського футзалу суму в 50 тисяч доларів.
У донецькому «Шахтарі» Мельников тричі виграв чемпіонат України і один раз — Кубок. Сезон 2008–2009 став останнім у його ігровій кар'єрі, а останнім професійним клубом Георгія став луганський «ЛТК».
У складі збірної України з футзалу Мельников двічі ставав срібним призером чемпіонату Європи з футзалу — в 2001 і 2003 році, бронзовим призером чемпіонату світу (у 1996 році) і чемпіоном світу серед студентів 1998 року.

## Досягнення
- Чемпіон України (8): 1995/96, 1996/97, 1997/98, 1999/00, 2002/03, 2004/05, 2005/06, 2007/08
- Володар Кубка України (5): 1997, 1998, 2000, 2001, 2006
- Срібний призер Чемпіонату Європи (2): 2001, 2003
- Бронзовий призер Чемпіонату світу (1): 1996
- Чемпіон світу серед студентів (1): 1998
- Володар малих бронзових медалей Турніру європейських чемпіонів (1): 1997

#### Особисті
- Футзаліст року в Україні: 2000/01
- Найкращий захисник чемпіонату України (2): 1995/96, 1996/97
- У списках 18 найкращих гравців України (4): 1997/98, 1998/99, 1999/00, 2000/01
- У списках 15 найкращих гравців України (3): 1996/97, 2001/02, 2002/03

## Нагороди
- Почесний Знак АФЗОО